# Gà tiền Hải Nam
Gà tiền Hải Nam (Danh pháp khoa học: Polyplectron katsumatae) hay còn gọi là Hải Nam khổng tước trĩ (chữ Hán: 海南孔雀雉) là một loài chim quý hiếm thuộc họ phân họ gà lôi Argusianinae trong họ trĩ Phasianidae. Nó là một loài đặc hữu của đảo Hải Nam thuộc Trung Quốc. Tình trạng của chúng hiện nay là cực kỳ hiếm.
Do mật độ số lượng cá thể hiện còn lại rất thấp trong rừng nhiệt đới và số lượng gà ngày càng giảm, hiện nay chúng trở nên nguy cơ tuyệt chủng nghiêm trọng và cần được coi là loài quý hiếm nhất trong bộ gà ở Trung Quốc. Hành động bảo tồn nhiều hơn ngay lập tức để bảo vệ hòn đảo đang bị đe dọa này là loài đặc hữu có tính cấp thiết.

## Đặc điểm
Những con chim ở Hải Nam này đã từ lâu được coi là một phân loài của loài gà tiền xám (Polyplectron bicalcaratum) nhưng gà tiền Hải Nam là một loại gà cỡ nhỏ và nó sở hữu một đỉnh ngắn. Nó có da mặt đỏ như trái ngược với màu xám trên da mặt vàng cam của gà tiền xám tạo sự khác biệt bộ lông khác nhau giữa hai nhóm gà và xem chúng như loài riêng biệt. Do thiếu các nghiên cứu phân loại chi tiết, cho dù nó thực sự là một phân loài (Polyplectron bicalcaratum katsumatae) hoặc một loài đầy đủ vẫn có nhiều điểm chưa có rõ ràng.
Các nhà khoa học sử dụng thuật marker phân tử, bao gồm các gen cytochrome b của ty lạp thể hoàn chỉnh và intron G của gen ovomucoid hạt nhân, tái thẩm định các nguyên tắc phân loại của gà tiền Hải Nam. Kết quả cho thấy khoảng cách di truyền đơn ngành và lớn phylogeographic giữa gà tiền Hải Nam với gà tiền xám. khác biệt chuỗi chứng thực sự phân biệt loài cấp giữa hai con vật được suy ra đã tách ra khoảng 1,4 ± 0,3 triệu năm trước, thời gian gần đảo Hải Nam đã trở thành tách từ Trung Quốc đại lục. BirdLife International cũng đã quyết định công nhận tính riêng rẽ của Polyplectron katsumatae từ Polyplectron bicalcaratum. 